# Capella de Ministrers
La Capella de Ministrers est un ensemble créé en 1987 à Valence par son directeur, le musicologue valencien Carles Magraner (viole de gambe). Capella de Ministrers se consacre fondamentalement à l'interprétation de la musique espagnole antérieure à 1800, en utilisant les critères d'interprétation fidèles à chaque époque et des instruments historiques. L'ensemble a donné des concerts à travers l'Espagne et participé à de nombreux festivals internationaux. Ils ont reçu plusieurs prix dans la presse spécialisée : Goldberg Magazine, CD Compact, Répertoire, Diapason, Scherzo, etc.

## Discographie

### Albums originaux
- 1989 - Música Barroca Valenciana. EGT 526 CD. AVI 8025.
- 1990 - Cançoner del Duc de Calábria. EGT 536 CD. AVI 8017
- 1991 - Matías Navarro. Cantadas a solo, dos y tres voces con instrumentos. EGT 579 CD. AVI 8023
- 1993 - La España Virreinal. Maestros de capilla de la Catedral de Lima (1676-1765). EGT 631 CD. AVI 8018
- 1994 - Antonio Literes: Los Elementos. EGT 649 CD. AVI 8019. Licanus CDM 0617
- 1996 - Vicente Martín y Soler: La Madrileña. Madrid 1778. Licanus CDM 0410.
- 1997 - Joan Brudieu: Cant d'amor. EGT 708 CD. AVI 8024
- 1997 - Cançoner de Gandia. EGT 695. (Fiche sur medieval.org)
  - Le Cant de la Sibil·la. Auvidis Ibèrica (Naïve) AVI 8021 — réédité sous le nouveau titre
- 1999 - Antonio Teodoro Ortells: Oratorio Sacro. Naïve AVI 8015. Licanus CDM 0306.
- 1999 - Alfons el Magnànim. Música profana de la corte aragonesa en Nàpoles (1450-1500). EGT 765 CD. Auvidis Ibèrica (Naïve) AVI 8022. (Fiche sur medieval.org)
- 1999 - Oratorio Sacro a la Pasión de Cristo. CDM 0305.
- 1999 - Antoni Lliteres: Júpiter y Danae. Blau CD 190.
- 2001 - Plaser y gasajo. Música cortesana en tiempos del Papa Alejandro VI. Auvidis Ibèrica (Naïve) AVI 8027. (Fiche sur medieval.org)
- 2001 - Nunca fue pena mayor. Música Religiosa en torno al Papa Alejandro VI. Junto con el Cor de la Generalitat Valenciana. Auvidis Ibèrica (Naïve) AVI 8026. (Fiche sur medieval.org)
- 2001 - Concierto Espiritual. Naïve AVI 8029.
- 2001 - Trobadors. El amor cortesano en la Edad Media. Auvidis Ibèrica (Naïve) AVI 8016. Licanus CDM 0308. (Fiche sur medieval.org)
- 2002 - Llibre Vermell, Contrafactum de Morella. Cantos y danzas del siglo XIV. Licanus CDM 0201. (Fiche sur medieval.org)
- 2002 - Iudicii Signum. Licanus CDM 0203. (Fiche sur medieval.org)
- 2003 - Lamento di Tristano. Estampida medieval, danzas y música instrumental de la Edad Media. Licanus CDM 0307. (Fiche sur medieval.org)
- 2003 - Misterí d'Elx - La Vespra. Junto con el Cor de la Generalitat Valenciana. Licanus CDM 0304. (Fiche sur medieval.org)
- 2003 - Il barbaro dolore. Arias y cantatas del siglo XVIII español. Licanus CDM 0305.
- 2004 - Cancionero de Palacio. Licanus CDM 0409. (Fiche sur medieval.org)
- 2004 - Misterí d'Elx - La Festa. Junto con el Cor de la Generalitat Valenciana. Licanus CDM 0411. (Fiche sur medieval.org)
- 2005 - La Harpe de Melodie. Música en tiempo de Benedicto XIII, el Papa Luna. Obras de los códices de Chantilly, Apt, Ivrea, Barcelona y Valencia. Licanus CDM 0512. (Fiche sur medieval.org)
- 2005 - Navidad Renacentista. Licanus CDM 0513. Incluye algunos temas ya grabados en los discos: Iudicii Signum y Cançoner del Duc de Calábria. (Fiche sur medieval.org)
- 2006 - Dedicate alle Dame. Licanus CDM 0614
- 2006 - Tomás Luis de Victoria: Requiem. Junto con el Cor de la Generalitat Valenciana. Licanus CDM 0615
- 2007 - La Spagna. Danzas del Renacimiento español. Licanus CDM 0718. (Fiche sur medieval.org)
- 2007 - John Dowland: Lachrimae or Seven Teares. Licanus CDM 0721. (Fiche sur medieval.org)
- 2007 - Batalla Imperial. Música en tiempos de la Batalla de Almansa. Licanus CDM 0720. (Fiche sur medieval.org)
- 2008 - Música Angélica. El repertorio mariano medieval. Junto con el Cor de la Generalitat Valenciana. Institut Valencià de la Música PMV004. (Fiche sur medieval.org)
- 2008 - Ad honorem Virginis. L'Ars Antiqua a la Corona d´Aragó. Licanus CDM 0822. (Fiche sur medieval.org)
- 2008 - Amors e Cansó. Trobadors de la Corona d’Aragó. Licanus CDM 0823. (Fiche sur medieval.org)
- 2008 - Al-Hadiqat Al-Adai'a (El Jardín Perdido). Música i poesía andalusí a la València dels s. XII-XIII. Licanus CDM 0824. (Fiche sur medieval.org)
- 2008 - Feminae Vox. Códice de las Huelgas. Licanus CDM 0826. (Fiche sur medieval.org)
- 2009 - Fantasiant, Música y Poesia per a Ausiàs March. Licanus CDM 0927. (Fiche sur medieval.org)
- 2010 - Moresca. Romances y cantigas entre moros y cristianos. Licanus CDM 1028
- 2010 - Els viatges de Tirant lo Blanch. Licanus CDM 1029
- 2011 - Canticum Nativitatis Domini, Tomás Luis de Victoria. Licanus CDM 1130
- 2012 - Batailla en Spagnol. Ensaladas de Flecha y Cárceres (Libro disco con cd y dvd)  CDM 1231
- 2013 - La Cité des Dames. Música y mujeres en la Edad Media. Libro disco con dos cedés. CDM 1333
- 2014 - Música Encerrada. El legado oral de la diáspora sefardí. Junto a Mara Aranda. CDM 1435
- 2023 - Musica Grotesca. La fascinante deformidad CDM 2254
- 2023 - Regina 18 monarques medievals de la Corona d'Arago CDM 2355
- 2024 - Alegoria del Amor CDM 2457

### Albums compilations et coffrets
- 1998 - 10 anys. EGT 741 CD
- 2003 - 15 anys. Licanus CDM 0202.
- 2006 - Borgia. Musique religieuse autour du pape Alejandro VI (1492-1503). Une compilation de thèmes des disques : Plaser y gasajo y Nunca fue pena mayor. (Fiche sur medieval.org)
- 2007 - Tempus Fugit. 20 ans de Capella de Ministrers. Licanus CDM 0719. (Fiche sur medieval.org)
- 2008 - Musique en temps de Jaume I. Licanus CDM 0825. (Fiche sur medieval.org). Un livre-disque qui comprend les enregistrements suivants :
  - 2008 - Ad honorem Virginis. L'Ars Antiqua à la Couronne d'Aragon.
  - 2008 - Amors Et a Fatigué. Trobadors De la Couronne d’Aragó.
  - 2008 - Au-Hadiqat Au-Adai'à (Le Jardin Perdu). Musique i poésie andalusí à la Valence dels s. XII-XIII.
- 2012  - Le cicle de la vie. 25 ans de Capella de Ministrers. CDM 1232
- 2014 - Le Greco. Le voyage musical de Doménicos Teotocopóulos. CDM 1434